# Normanichten
Normanichten (Normanichthyidae) zijn een familie van straalvinnige vissen uit de orde van Schorpioenvisachtigen (Scorpaeniformes).

## Geslacht
- Normanichthys H. W. Clark, 1937